# Cosmos (film 2015)
Cosmos è un film del 2015 diretto da Andrzej Żuławski, liberamente tratto dal romanzo Cosmo (Kosmos, 1965) di Witold Gombrowicz. Ultimo film del regista polacco, girato a quindici anni esatti dalla sua ultima pellicola, lo stesso Żuławski lo definì un "thriller noir metafisico".

## Trama
Due giovani partono per la campagna per una breve vacanza e, una volta trovata una piccola pensione familiare, abitata da personaggi inquietanti, vengono assediati da segni misteriosi che sembrano sorgere dai tratti più ovvii del quotidiano.